# 1008
1008. је била проста година.

## Догађаји
- Крштење Олафа Шведског.
- Болеслав Храбри заузима тврђаву Бауцен.
- Избија побуна под катепаном Куркуом под командом извесног Мелија, племенитог становника града Барија. Гушење побуне није било тлако и било је праћено вишеструким сукобима, у којима су Сарацени били на страни грађана.
- Рат Тангута са Ујгурима.
- Уједињење Грузијског краљевства
- Почетак сељачких устанака у Бретањи (до 1024)
- Стварање Печенешке епархије Кијевске митрополије од стране мисионара архиепископа Бруна Кверфуртског.
- Према предању, кнез Јарослав Владимирович основао је град Јарослављ на Волги. Познат од 1071. године.
- Почетак црквене делатности светог Теодосија Печерског (1008-1074).

## Рођења
- 4. мај — Анри I, француски краљ († 1060).